# Biodanza
La Biodanza (neologismo del griego bios (vida) y del español-castellano danza, literalmente danza de la vida) se define como un sistema de desarrollo humano. Es una actividad que se desarrolla en sesiones grupales, en las que se proponen secuencias específicas de ejercicios encaminados a estimular cualidades humanas como la alegría de vivir, la energía vital, la sensibilidad ante la vida, la comunicación afectiva e íntima, el despertar del placer, la conexión a los instintos, la expresión creativa y emocional a través del cuerpo. Es una técnica que emplea la música, el canto, la danza no estereotipada y el trabajo no verbal en grupo con el objetivo de mejorar el estado físico, emocional y mental de quienes la practican.

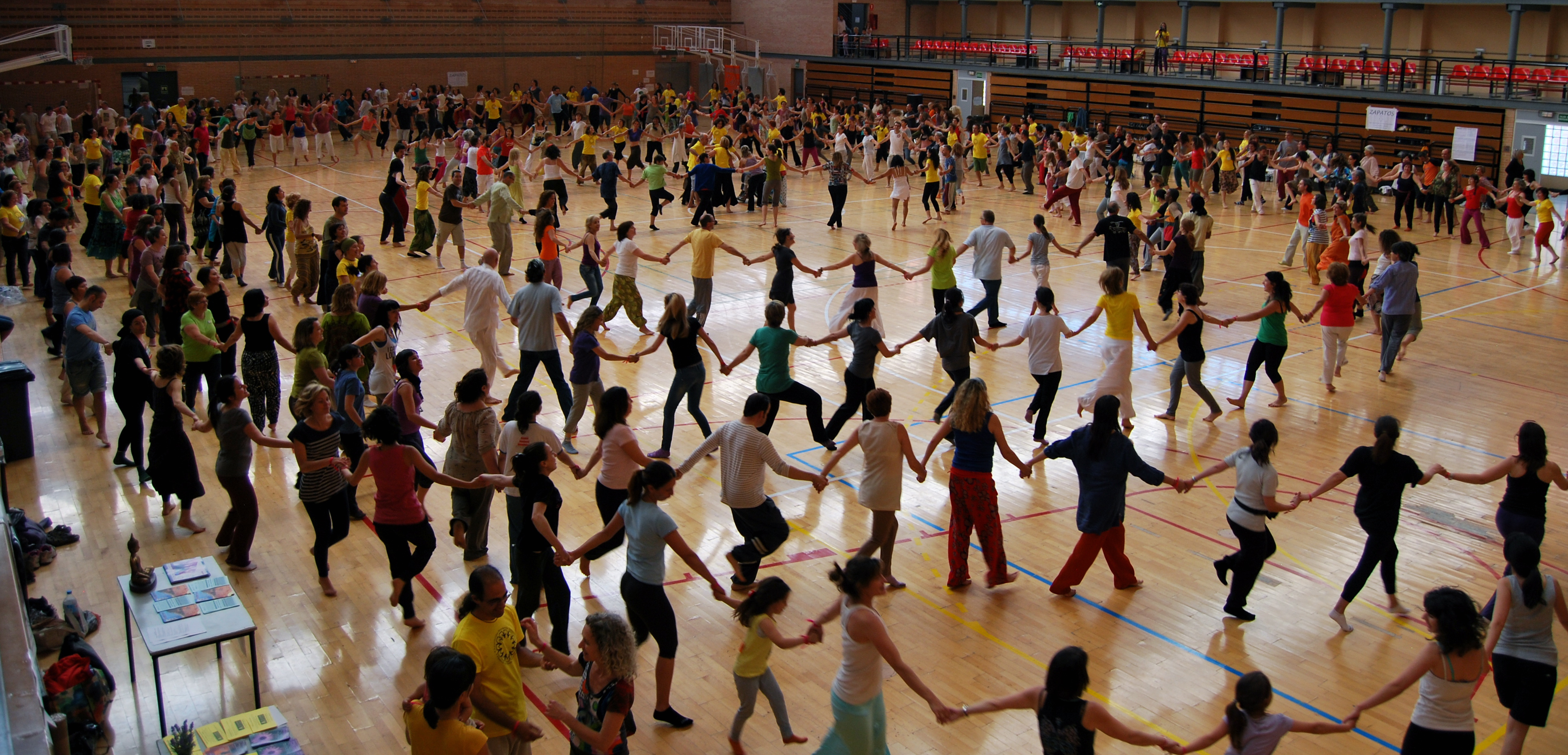
Primer festival de Biodanza de Valencia en mayo de 2012

Se basa en parte en el principio biocéntrico, que pretende reivindicar el valor primordial de la vida.
Algunos críticos han asociado a la Biodanza con la cultura New Age. Sin embargo, de acuerdo con los parámetros semánticos musicales adoptados por sus practicantes, no hay canciones New Age en el elenco musical original. 
El CESNUR de Italia (Centro de Estudios sobre Nuevas Religiones) la ubica entre los llamados movimientos de potencial humano. En ese mismo país, la región de Lombardía con la Ley 2/2005 ha incluido la Biodanza entre las disciplinas bionaturales. Por su parte la Organización Médica Colegial de España, en su "Observatorio OMC contra las Pseudociencias, Pseudoterapias, Intrusismo y Sectas Sanitarias", la sitúa en una lista de "terapias/técnicas no convencionales".  

## Orígenes e historia
Los orígenes de la Biodanza se remontan a principios de los años setenta, cuando el docente chileno Rolando Toro Araneda (n. Concepción, 1924 - f. Providencia, 16 de febrero de 2010), trabajaba en el hospital psiquiátrico de la Universidad de Santiago de Chile. En 1965 comenzó a experimentar con el uso de la danza con pacientes en atención psiquiátrica.   
Toro amplió su aplicación e investigación fuera del ámbito clínico con grupos de personas sanas, estructurando un modelo teórico y una metodología basada en la asociación música-movimiento-emoción con el objetivo de crear respuestas psicofísicas y emocionales específicas, inmediatas y capaces de inducir cambios saludables en el individuo, estudios que constituirían la matriz del futuro sistema de Biodanza.
En los años siguientes, Toro profundizó sus investigaciones sobre la semántica musical, sobre los estados de conciencia y sobre los mecanismos biológicos, fisiológicos y psicológicos de funcionamiento de este "sistema integrado de desarrollo" del ser humano que también se convirtió en tema de estudios universitarios: en 1970 se crea la primera cátedra de Psicodanza en la Pontificia Universidad Católica de Chile.Posteriormente Toro cambió el nombre del sistema a Biodanza.
En 1974, tras el golpe de Estado de Pinochet en Chile, Rolando marchó a Argentina donde propuso la aplicación de Biodanza a colectivos con diversas patologías físicas. De Argentina se trasladó a Brasil donde creó un Instituto Privado de Biodanza. 
A partir de 1980, Biodanza se extendió rápidamente por casi toda Sudamérica y, desde 1988, también en muchos países europeos, norteamericanos, en Rusia, Israel, Sudáfrica, Japón, Australia y Nueva Zelanda.
Biodanza no es un movimiento unitario. Actualmente existen varias ramas pertenecientes a otras tantas escuelas, si bien su grado de implantación a nivel mundial y su peso en el conjunto global de la Biodanza es muy diferente:
- IBFed (Federación Biodanza Internacional Sistema Rolando Toro): evolución de la IBF (Fundación Internacional de Biodanza) fundada por Rolando Toro.[11]
- BRT (Biodanza Rolando Toro): rama coexistente con la IBFed.[12]
- BWA (Biocentric World Association), a la que se refieren los movimientos del norte de Europa, constituida por Patricia Martello en Gran Bretaña, Holanda y por Cristina Arrieta en Alemania y Estados Unidos.[13]
- Biodanza Open Source o Biodanza independiente, que se está desarrollando en España y en algunos países de Latinoamérica (Brasil, Argentina).[13]
- Instituto Internacional de Biodanza (IIB): derivación del Sistema Rolando Toro con integración de elementos de Gestalt, Análisis Transaccional, Coaching y Mindfulness, constituida por Javier de la Sen en España.[14]

## Definición y concepto
Según Toro es imposible definir Biodanza más que como "participación en una nueva forma de vivir", y como un sistema de integración humana, de renovación orgánica, de reeducación emocional y de reaprendizaje de las funciones originales de la vida; su metodología consiste en inducir la "vivencia" (la sensación de estar vivo aquí y ahora) a través de la música, el canto, el movimiento y situaciones de encuentro en el grupo.
La Biodanza es una actividad necesariamente grupal, que se practica en sesiones semanales o en talleres intensivos de uno o varios días.
Cada sesión de Biodanza, con una duración típica de entre hora y media y dos horas y media, está compuesta por una serie de “ejercicios-danza”, organizados de tal manera que comienzan de menor a mayor intensidad física hasta llegar a un punto en que dicha intensidad comienza a descender hasta intentar llegar a una relajación profunda. Dichos ejercicios van acompañados por músicas especialmente seleccionadas, en los cuales el grupo, coordinado por el facilitador, danza con la intención de conectar con el aquí y ahora (concepto de presencia)bajo los principios básicos de progresividad, autorregulación y escucha del otro. A estos ejercicios se les denomina "vivencia" dado su carácter personal, participativo y experiencial.
Las sesiones son diseñadas y dirigidas por un facilitador, formado y titulado por una escuela de Biodanza, que selecciona la secuencia de ejercicios y la música correspondiente a cada uno de ellos a partir de un catálogo de ejercicios-músicas (conocido como "el elenco") teniendo en cuenta los objetivos de mejora personal buscados y el nivel de experiencia del grupo.
El trabajo a desarrollar en cada sesión se organiza a través de cinco líneas de vivencia:
- Vitalidad: entendida a la vez como energía vital y como alegría de vivir. Incluye todos los mecanismos biológicos, instintos y comportamientos necesarios para el equilibrio entre actividad y descanso; en Biodanza se estimula la capacidad de autorregularse y expresar la energía vital en armonía con uno mismo, con los demás y con el entorno que lo rodea.
- Sexualidad: corresponde al instinto de reproducción y conservación de la especie; Se refiere a la capacidad de sentir deseo sexual, placer, pasión, también a la sensualidad como expresión integral del placer de vivir.
- Creatividad: capacidad de renovación aplicada a la propia vida; Incluye el instinto de exploración, los impulsos de innovación, curiosidad, interpretación, inspiración y expresión creativa de la propia identidad.
- Afectividad: la esfera de los sentimientos humanos; la capacidad de dar y recibir afecto, de unirse, de aceptar la diversidad humana sin discriminación. El fortalecimiento de la afectividad es un denominador común en todas las sesiones de Biodanza pudiendo considerarse como un eje central de esta técnica.[23]
- Trascendencia: entendida como el vínculo con la naturaleza, sentimiento de pertenencia al universo y los estados de expansión de conciencia.

La Biodanza busca estimular las funciones menos desarrolladas para poder integrarlas en su plenitud y armonizarlas con las demás.

## Variantes, organizaciones reguladoras privadas y formación de profesores
La Biodanza es una creación relativamente reciente que se desarrolla y regula en el ámbito privado. 
La Biodanza no presenta una única línea existiendo variantes que se diferencian principalmente por la forma en que se organizan sus formadores y practicantes y por el número de estos. Dentro de la línea que se autodenomina de "Rolando Toro" se distinguen básicamente dos, la mayoritaria, denominada Biodanza Sistema Rolando Toro (SRT), y la Biodanza Rolando Toro (BRT). Cada variante tiene una organización reguladora distinta, ambas de carácter privado, que se encarga de organizar la formación y titulación de los facilitadores de Biodanza, término usual empleado para denominar a las profesoras y profesores de esta técnica. Esta formación sigue un programa único que es el mismo para SRT y BRT. 

#### Biodanza Sistema Rolando Toro (SRT)
Regulada por la International Biodanza Federation (IBFed) que es la federación de ámbito mundial formada por las asociaciones nacionales de escuelas de Biodanza Sistema Rolando Toro, es la variante más extendida a nivel global. La promueven más de doscientas escuelas de Biodanzarepartidas por cuarenta y cuatro países que están organizadas en veinte asociaciones nacionales o plurinacionalessin ánimo de lucro. Adopta, según su declaración de intenciones constitucional, una forma de federación de asociaciones que tiene carácter democráticoen la que la que los cargos son elegidos por representantes de las asambleas nacionales o plurinacionales. Las escuelas de Biodanza SRT han formado, hasta comienzos de 2024, a alrededor de siete mil facilitadores.
La organización correspondiente a España es la AEBE, Asociación de Escuelas de Biodanza de España, Sistema Rolando Toro (SRT), que reúne a las escuelas de este país (a comienzos de 2024 son diecinueve funcionando y cinco en fase de creación).

#### Biodanza Rolando Toro (BRT)
Variante minoritaria de carácter conservador que se formaliza en 2017con el propósito declarado de «preservar la integridad de “la Biodanza Sistema Rolando Toro”». Está regulada por la organización homónima, en la que la estructura organizativa presenta una jerarquía piramidal donde los cargos principales son detentados por familiares o antiguos colaboradores directos del fundador de Biodanza. Se autodenomina también como Biodanza Original SRT. 
A comienzos de 2024 está presente en Argentina, Chile, España, Francia e Italia con alrededor de diez escuelas activas. 

#### Otras variantes
Además de las líneas principales existen otras minoritarias creadas en todos los casos como evolución de la Biodanza inicial por didactas (formadores de profesores de Biodanza)que abandonaron la línea mayoritaria fundando otras, entre las que se conocen Vitaldanza de Patricia Martello, MCA de María Cristina Arrieta, Biodanza Javier de la Sen,danza Reajuste Vital de Sofia Machta, y Psicodanza Integrativa de Ercilia Orellana, entre otras.

## Enfoques y controversia
La Biodanza es considerada por sus practicantes como «una manera de mejorar física y psicológicamente», una «práctica de desarrollo personal en la que se combinan movimientos suaves y sencillos con el objetivo de encontrar el equilibrio interior», que «reduce el estrés e incrementa la felicidad» o un tipo de «meditación en movimiento» que «devolverá la alegría de vivir» a sus practicantes.
Un estudio realizado en 1998 por el psicólogo Markus Stück y Alejandra Villegas demostraría que la Biodanza tendría efectos beneficiosos. Las mejoras que se habrían detectado se referirían, por ejemplo, a un aumento de la autoeficacia percibida, una reducción de los trastornos psicosomáticos y una mayor regulación de las emociones (control de la ira).
Un estudio de 2015, realizado por un equipo de la Universidad La Sapienza de Roma, demostró cómo, después de asistir a un curso semanal de Biodanza durante aproximadamente 9 meses, los participantes mostraron un aumento significativo en el bienestar psicológico, la reducción del estrés y la alexitimia (incapacidad para reconocer y expresar las propias emociones).
Sin embargo, estas evaluaciones no tendrían significado científico apreciable al no tratarse de publicaciones en revistas arbitradas, indexadas y con factor de impacto, requisitos necesarios para que fueran visibles para la comunidad científica y sujetos a verificación y crítica.

#### Clasificación de la Biodanza como pseudociencia, técnica o terapia
Existen dudas sobre si la Biodanza es una técnica con posible valor terapéutico, o una terapia complementaria o incluso alternativa y de si se encuadra o no dentro de las llamadas pseudociencias, si bien los organismos reguladores (privados) de la Biodanza no reclaman para esta técnica la consideración de terapia alternativa con pleno soporte científico y fáctico, ni la presentan como tal.
La Organización Médica Colegial de España, en su "Observatorio OMC contra las Pseudociencias, Pseudoterapias, Intrusismo y Sectas Sanitarias", incluye una lista de "terapias/técnicas no convencionales", en la que figuran técnicas como arteterapia, Chi-kung, meditación, musicoterapia, pilates, psicoanálisis, risoterapia, Tai-chi o yoga, lista en la cual ubica a la Biodanza en "Evaluación ajena al campo de la medicina".
El Ministerio de Sanidad del Estado Español incluye a la Biodanza dentro de las denominadas "terapias naturales", junto a otras como el yoga o la meditación, pero indicando que se trata de una técnica sin repercusión directa en la salud.
Dentro de las aplicaciones de la Biodanza, que son ampliaciones o adaptaciones de su metodología para su empleo con colectivos concretos, existe una denominada "Biodanza Clínica" que es presentada como terapia complementaria o de acompañamiento, para la realización de actividades expresivas vivenciales diseñadas para ayudar a mejorar el nivel de bienestar de personas con características especiales como enfermedades crónicaso cierto tipo de discapacidades (visuales, auditivas, motoras, cognitivas), entre otras.

#### Críticas procedentes de las religiones tradicionales
La Biodanza también recibe críticas desde ámbitos afines a la religión cristiano-católica, que la califican como otra falsa terapia de la Nueva era y la acusan de presentar una cosmovisión naturalista y panteísta de preponderancia instintiva. Estas afirmaciones, sin embargo, no proceden directamente de la jerarquía católica del Vaticano, que en su comparativa crítica entre la religión cristiana y la "Espiritualidad de la Nueva Era", en la que indica que el anhelo espiritual de la naturaleza humana que aparece en la religiosidad de la Nueva Era se opone a la revelación cristianay en la que nombra movimientos como antroposofía, chamanismo, eneagrama, karma o música New Age, no incluye específicamente a la Biodanza.

## Estudios académicos sobre los efectos de la Biodanza
Existen estudios y artículos, aparecidos en publicaciones académicas y científicas de diversa índole, que en referencia a la práctica de la Biodanza indican que puede ocasionar un aumento significativo de los niveles de inteligencia emocional percibida", que un programa de Biodanza puede mejorar parámetros como la calidad del sueño y el estado de ansiedad, junto con otros síntomas, como el dolor y el impacto de la ﬁbromialgia, en personas que padecen esta enfermedad,o que las mejorías con respecto al dolor, la calidad de vida y la depresión de pacientes con fibromialgia son superiores en grupos tratados con Biodanza acuática que con stretching, también que el programa de Biodanza es una estrategia efectiva de gestión del estrés en estudiantes y que tiene un efecto positivo en el estrés percibido y la depresión en adultos jóvenes, o que un programa de tres meses de Biodanza, como técnica complementaria, mejora la calidad de vida, autoestima y disminuye la ansiedad y depresión en personas con trastorno mental grave y a sus familiares.
Otros meta-estudios y revisiones sistemáticas concluyen respecto a los estudios y artículos publicados sobre la Biodanza que:
- La mayoría de los estudios tuvieron un enfoque descriptivo (29,2%), seguido de pruebas de control robustas (26,8%). Mientras que el resto incluyó revisiones narrativas y sistemáticas (19,5%), estudios piloto (14,6%), etnográficas (7,3%) y diagnósticos (2,4%). La misma revisión sistemática concluye que Biodanza es una intervención innovadora para mejorar los resultados clínicos y sociopedagógicos en diferentes colectivos y debe promoverse para ensayos adicionales, pero que se debería de comparar con intervenciones alternativas.[59]
- Es necesario llevar a cabo más estudios sobre los mismos tópicos empleando enfoques interdisciplinares y multi-metodológicos.[60]

Estos meta-estudios y revisiones sistemáticas concluyen que para poder determinar con precisión científica la efectividad de la Biodanza sería necesario llevar a cabo un mayor número de estudios académicos y científicos que cumplan con los estándares exigidos a las investigaciones y publicaciones de este tipo.
No existe un consenso generalizado sobre la fiabilidad de los resultados de los estudios que avalan que la Biodanza tenga efectos beneficiosos para la salud física y emocional de sus practicantes, si bien en ninguno de ellos se recoge la posibilidad de que su práctica arroje efectos perjudiciales.